# Max Wilén
Max Karl-Axel Wilén (* 15. Juni 1925 in der Församling Veckholm, Uppsala län, Schweden; † 10. September 1995 auf Lidingö) war ein schwedischer Kameramann.

## Leben
Max Karl-Axel Wilén hatte in der Spätphase des Zweiten Weltkriegs kurzfristig eine Kameraausbildung erhalten und gab bereits 1945, gerade 20-jährig, seinen Einstand als Chefkameramann. Danach, zu Beginn der 1950er Jahre, kehrte Wilén vorübergehend zur Kameraassistenz zurück.
In seinen Anfängerjahren kooperierte er sporadisch mit angesehenen Regisseuren wie Arne Mattsson und sogar einmal (bei „Nahe dem Leben“) mit Ingmar Bergman. Seit Mitte der 1960er Jahre fotografierte Wilén überwiegend kolportagehafte Sex-and-Crime-Stories wie „Die Verkommenen“, geschmäcklerische Schwedensex-Streifen vom Schlage „Die Verstoßene“ oder pseudosozialkritische „Aufklärungsfilme“ wie „Variationen der Liebe“.
Wilén hat auch mehrfach für das Fernsehen gearbeitet, 1959 stand er bei der in Schweden entstandenen US-Serie "The Demon Street 13" hinter der Kamera.

## Filmografie
- 1945: Det var en gång…
- 1946: Jitterbug (Kurzfilm)
- 1953: Levande land (Kurzfilm)
- 1954: Fager år liden (Kurzfilm)
- 1954: Männen i mörker
- 1955: Så tuktas kärleken
- 1955: Hemsöborna
- 1956: Litet bo
- 1957: Tarps Elin
- 1957: Nahe dem Leben (Nära livet)
- 1958: Fuhrmann des Todes (Körkarlen)
- 1958: Prästen i Uddarbo
- 1959: Frau nach Wunsch (Den kära leken)
- 1960: Hochzeit mit Verzögerung (Bröllopsdagen)
- 1960: Testunden (Kurzfilm)
- 1961: Atomer till vardags (Kurzfilm)
- 1961: Die Abenteuer des Nils Holgersson (Nils Holgerssons underbara resa)
- 1962: Det är hos mig han har varit
- 1963: Sällska saknas
- 1963: Sången om en stad (Kurzfilm)
- 1964: Cigarrer – cigarillo (Kurzfilm)
- 1965: Flygplan saknas
- 1965: Nattmara – Der Killer von Stockholm (Nattmara)
- 1965: Die Verkommenen (Morianerna)
- 1967: ‘Tofflan’ – en lycklig komedi
- 1968: Die Verstoßene (Första stegen)
- 1968: Freddy klarer biffen
- 1969: Variationen der Liebe (Ur kärlekens språk)
- 1969: Eva – den utstötta
- 1969: Heiße Spiele (Anna och Eve – de erotiska)
- 1971: Någon att älska
- 1972: Kär-lek so gör VI. Brev till Inge och Sten (Dokumentarfilm)
- 1974: Sångkamrater